# Torre Godó
La Torre Godó, antigament coneguda com a Torre Barcelona i seu del Banco de Madrid, és un gratacel barceloní, actual seu corporativa del grup Godó i de bona part de les seves empreses participades.

## Història
L'edifici va ser projectat per l'arquitecte municipal Emili Bordoy i Alcàntara durant la segona meitat de la dècada del 1960. Les obres van començar el 1968 i van finalitzar el 1970. Amb 24 plantes, era l'edifici més alt dels voltants de la plaça de Francesc Macià, llavors anomenada de Calvo Sotelo.
Inicialment va ser batejat com a Torre Barcelona, i va acollir la filial barcelonina del Banco de Madrid, i al seu costat hi havia uns magatzems Sears (actualment, El Corte Inglés) i l'edifici Winterthur. Al seu interior també hi havia la seu del Banco Catalán de Desarrollo.
A finals de la dècada del 1990, l'edifici va ser adquirit pel grup Godó i li van aplicar una reforma integral. Als baixos de la planta es va instal·lar l'emissora City TV. L'edifici fou progressivament adaptant el nom de Torre Godó, i l'abril del 2004 va passar a acollir les redaccions i els estudis de gravació i platós dels diversos mitjans de comunicació del grup.
La matinada del 13 d'agost de 2024 es va produir un incendi a la planta 20, on no hi van haver ferits.

## Descripció
Amb 24 plantes, la seva façana era inicialment de vidre i decorada amb metalls de tons coure. Inicialment les dues darreres plantes eren coronades per una trama metàl·lica de color groc, però amb el canvi de propietaris, els Godó la van convertir en vidres verdosos, una mena de vidre glaçat. L'accés es realitza a través d'un vestíbul al qual s'accedeix per una mena de túnel.